# Flat Eric

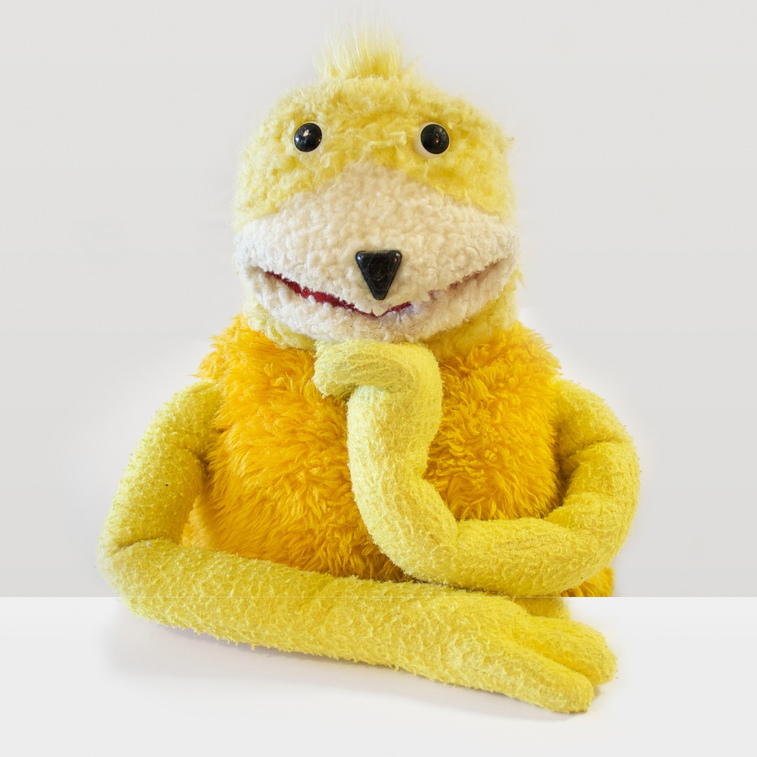
Flat Eric

Flat Eric è un pupazzo creato da Janet Knechtel della Jim Henson's Creature Shop.

## Storia
Flat Eric è stato animato da Drew Massey in alcune campagne pubblicitarie della Levi's del 1999 in cui, con il suo amico Angel, gira la California, inseguito dalla polizia, al ritmo di Flat Beat di Mr. Oizo.
Oltre che per la Levi's, il pupazzo è comparso anche nella prima serie della commedia The Office trasmessa dalla BBC nel 2001-2003 e nel 2004 come co-protagonista con David Soul in una pubblicità per la rivista Auto Trader.
Il nome Flat Eric deriva da un'idea pubblicitaria inutilizzata, da cui venne recuperato il nome del personaggio.. Il pupazzo originariamente aveva un nome francese, Stéphane, utilizzato in alcuni video di Mr. Oizo, ma è stato rinominato per renderlo più internazionale, oltre ad aver subito alcune piccole modifiche anatomiche, come l'aggiunta delle orecchie.

## Discografia

### Partecipazioni
- 2011 - AA.VV. Flat Eric  Pres. Flat Beats